# 니콜 그리마우도
니콜 그리마우도(Nicole Grimaudo, 1980년 4월 22일 ~ )는 이탈리아의 배우, 연극 배우, 영화배우이다.
칼타지로네에서 태어났다.

## 영화
- 리베리 디 쉐리에레 (2018년)
- 러브 허츠 (2011년)
- 캔톤 가족 대소동 (2010년)
- 바리아 (2009년)
- 운수 좋은 날 (2008년)